# A Desperate Adventure
A Desperate Adventure é um filme de comédia americano de 1938 dirigido por John H. Auer e escrito por Barry Trivers. O filme é estrelado por Ramon Novarro, Marian Marsh, Eric Blore, Andrew Tombes, Margaret Tallichet e Tom Rutherford. O filme foi lançado em 6 de agosto de 1938, pela Republic Pictures.

## Elenco
- Ramon Novarro como André Friezan
- Marian Marsh como Ann Carrington
- Eric Blore como Trump
- Andrew Tombes como Cosmo Carrington
- Margaret Tallichet como Betty Carrington
- Tom Rutherford como Gerald Richards
- Maurice Cass como Dornay
- Ernő Verebes como Marcel
- Michael Kent como Maurício
- Cliff Nazarro como Tipo
- Rolfe Sedan como Prefeito de Polícia
- Gloria Rich como Mimi
- Lois Collier como Ângela